# Prästkragskronmal

Prästkragskronmal, Bucculatrix nigricomella är en fjärilsart som beskrevs av Philipp Christoph Zeller 1839. Prästkragskronmal ingår i släktet Bucculatrix och familjen kronmalar. Arten är reproducerande i Sverige. Inga underarter finns listade i Catalogue of Life.

## Bildgalleri

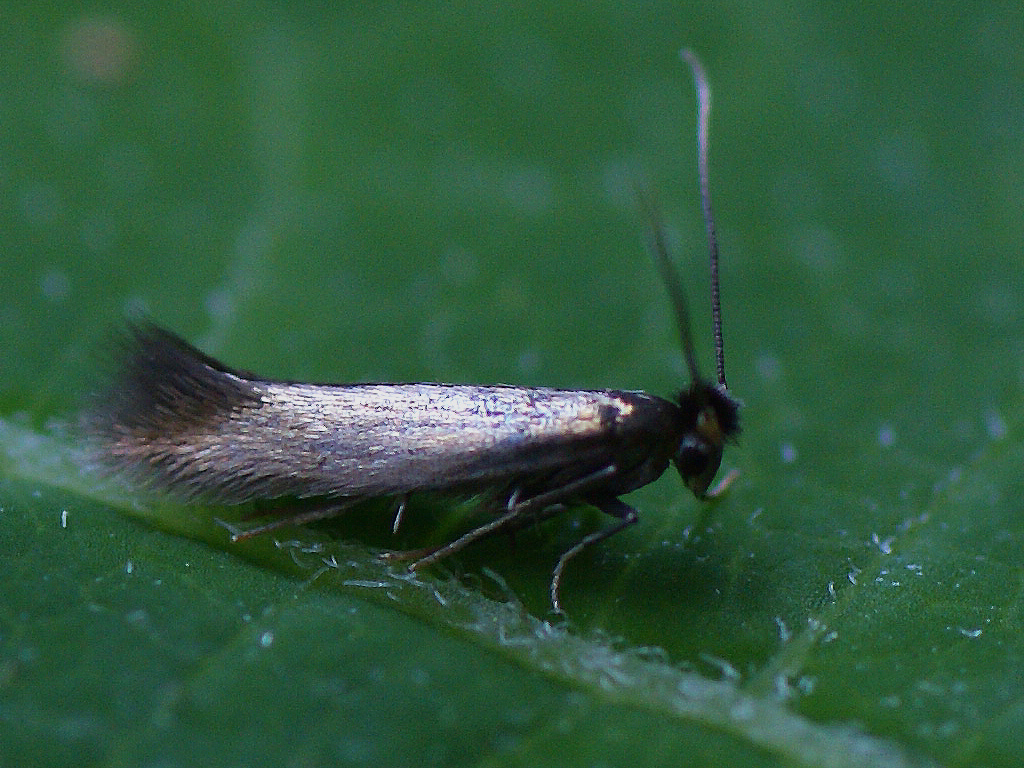
imago fjäril
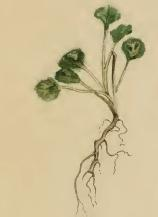
minerad prästkrageplanta
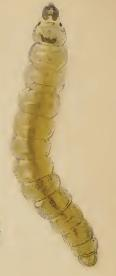
minerande larv
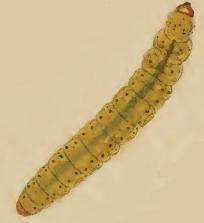
fritt födosökande larv